# Trois-Rivières
Trois-Rivières ([tʁwɑ.ʁi.vjɛʁ], englisch veraltet Three Rivers) ist eine Stadt im Süden der kanadischen Provinz Québec. Sie liegt etwa 125 km nordöstlich von Montreal und 110 km südwestlich der Provinzhauptstadt Québec, also etwa auf halbem Weg zwischen den zwei größten Ballungsräumen der Provinz am Sankt-Lorenz-Strom. Trois-Rivières ist der Hauptort der Verwaltungsregion Mauricie und ist ein so genanntes territoriales Äquivalent einer Regionalgemeinde. 2002 entstand die heutige Stadt durch die Fusion mit fünf angrenzenden Gemeinden. Die Stadt im dicht besiedelten Québec-Windsor-Korridor hat eine Fläche von 289,32 km² und zählt 134.413 Einwohner (Stand: 2016). Trois-Rivières gilt als älteste Industriestadt Kanadas.

## Geographie
Trois-Rivières liegt im Sankt-Lorenz-Tiefland, am Zusammenfluss des Rivière Saint-Maurice mit dem Sankt-Lorenz-Strom. Wenige Kilometer südwestlich befindet sich der Lac Saint-Pierre, ein See, der unter dem Schutz der Ramsar-Konvention steht und ein Biosphärenreservat ist. Das gänzlich auf der Nordseite des Sankt-Lorenz-Stroms gelegene Stadtgebiet ist 26 km lang und bis zu 17 km breit. Das Gelände ist überwiegend flach und umfasst ein Plateau, das etwas erhöht über dem Strom liegt und eine Höhe von bis zu 75 m erreicht. Der Name der Stadt bedeutet auf Deutsch „Drei Flüsse“ und bezieht sich auf die drei Mündungsarme des Saint-Maurice. Im Mündungsbereich liegen mehrere Inseln, darunter die Île Saint-Christophe, die Île Saint-Quentin, die Île de la Potherie, die Île Caron und die Île de Blonville. Unter besonderem Schutz steht die Réserve écologique Marcel-Léger, ein ökologisches Schutzgebiet.
Nachbargemeinden sind Yamachiche im Westen, Saint-Étienne-des-Grès im Nordwesten, Notre-Dame-du-Mont-Carmel im Norden, Saint-Maurice im Nordosten und Champlain im Osten. Auf der gegenüberliegenden Seite des Sankt-Lorenz-Stroms befinden sich Bécancour und Nicolet.

## Klima
Trois-Rivières hat ein kaltgemäßigtes, vollfeuchtes Klima (Köppen-Klassifikation: Dfb). Die Winter sind lang, kalt und schneereich, während die Sommer in der Regel warm sind. Die durchschnittliche jährliche Schneemenge beträgt 241 cm, wobei der Boden von Dezember bis März durchgehend schneebedeckt ist. Die jährliche durchschnittliche Niederschlagsmenge beträgt 1099,8 mm. Im Januar fällt die Durchschnittstemperatur auf −12,5 °C, im Juli steigt sie auf 19,8 °C. Kälteste je gemessene Temperatur ist −41,1 °C am 24. Januar 1976, der Wärmerekord beträgt 36,1 °C am 1. August 1975.

## Wappen
Wappenbeschreibung: In Blau drei silberne Fische getrennt durch einen erniedrigten Sparren in Silber mit blauer Lilie.

## Geschichte

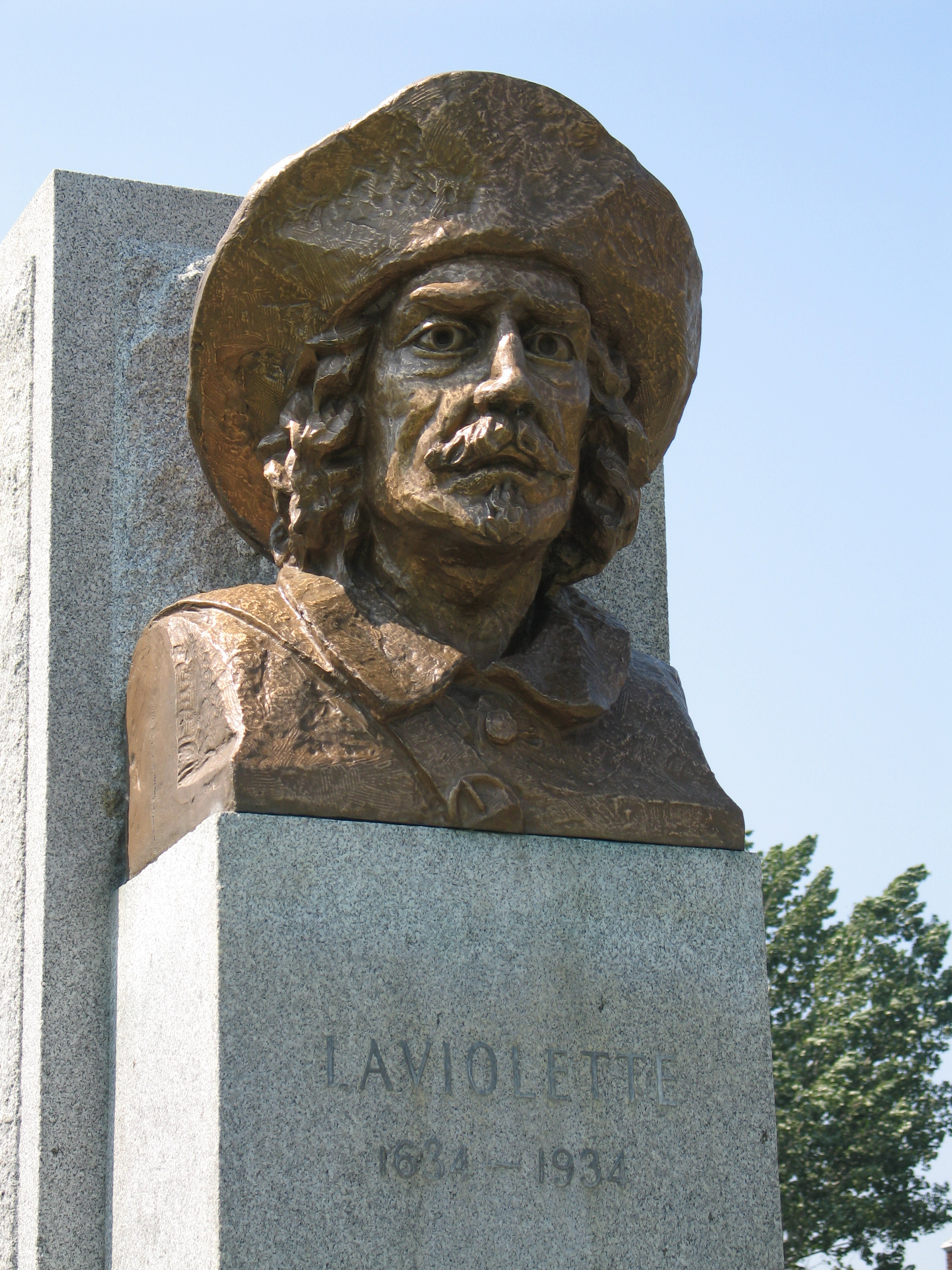
Büste des Stadtgründers Laviolette

Das heutige Stadtgebiet wurde ursprünglich von den Ureinwohnern, den Algonkin und den Abenaki, besiedelt. Sie nutzten die günstig gelegene Stelle am Zusammenfluss zweier bedeutender Verkehrswege (Sankt-Lorenz-Strom und Rivière Saint-Maurice), um Handel zu treiben. Der französische Entdecker Jacques Cartier beschrieb die Stelle 1535 während seiner zweiten Reise in die Neue Welt und errichtete auf der Île Saint-Quentin ein Kreuz. Den Namen Trois-Rivières benutzte erstmals Kapitän François Dupont-Gravé im Jahr 1599; dabei bezog er sich auf die drei Mündungsarme des Rivière Saint-Maurice. 1603 empfahl Samuel de Champlain den Bau einer permanenten Siedlung, was jedoch erst drei Jahrzehnte später geschah, nachdem der Algonkin-Häuptling Capitanal ihn ausdrücklich darum gebeten hatte. Der Sieur de Laviolette (dessen genaue Identität bis heute umstritten ist) gründete am 4. Juli 1634 die Stadt Trois-Rivières.
Trois-Rivières, die zweite französische Stadt in Neufrankreich, war sogleich ein wichtiges Verwaltungszentrum und bedeutender Handelsplatz. 1697 ließen sich Ursulinen nieder, welche die erste Schule gründeten und Missionaren dabei behilflich waren, die Ureinwohner zu bekehren. Während des Siebenjährigen Kriegs wurde Trois-Rivières 1760 von den Briten erobert. Zu Beginn des Amerikanischen Unabhängigkeitskriegs versuchte die Kontinentalarmee, Québec zu erobern und besetzte die Stadt während dreieinhalb Monaten. Am 8. Juni 1776 kam es zur Schlacht von Trois-Rivières, in der es den Briten gelang, die Amerikaner zurückzudrängen.

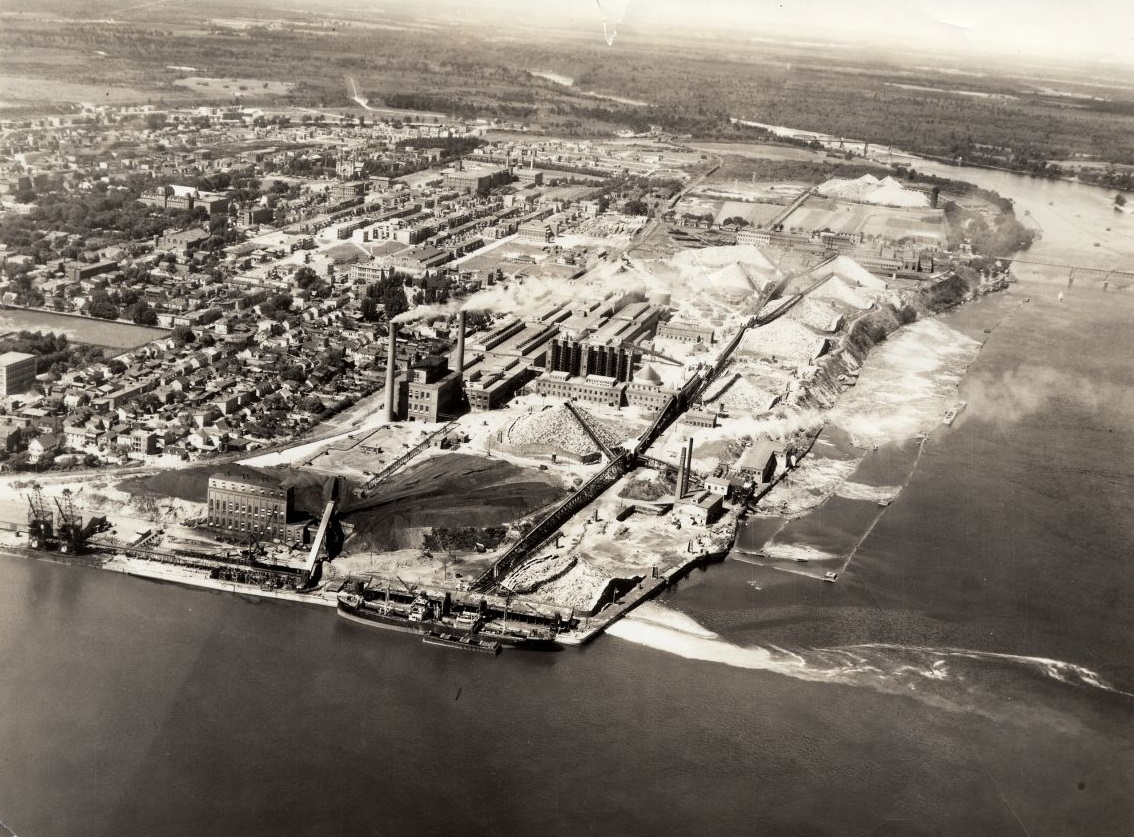
Papierfabrik um 1930

Trois-Rivières ist die älteste Industriestadt Kanadas; das erste Eisenwerk (Forges-du-Saint-Maurice) wurde 1730 eröffnet und blieb 150 Jahre lang in Betrieb. Ihre Hauptaufgabe war es zunächst, Eisen für den Export nach Frankreich herzustellen, das fast gänzlich für den Bau von Schiffen der französischen Marine bestimmt war. 1818 entstand die erste Hafenanlage. 1879 wurde die erste Eisenbahnlinie eröffnet. 1908 zerstörte ein Großbrand weite Teile der historischen Innenstadt. Von den 1920er bis 1960er Jahren galt Trois-Rivières als „Welthauptstadt der Papierindustrie“. Der sinkende Bedarf an Zeitungspapier und die zunehmende Globalisierung führten zur Schließung mehrerer Papierfabriken. Die Stadt stagnierte in den 1980er und 1990er Jahren, als auch mehrere Textilfabriken schließen mussten. Durch Diversifizierung soll ein Wiederaufschwung herbeigeführt werden.
Die Stadt in ihren heutigen Grenzen entstand am 1. Januar 2002 durch den Zusammenschluss von Trois-Rivières mit den angrenzenden Städten und Gemeinden Cap-de-la-Madeleine, Sainte-Marthe-du-Cap, Saint-Louis-de-France, Trois-Rivières-Ouest und Pointe-du-Lac. Gleichzeitig wurde die regionale Grafschaftsgemeinde Francheville, deren Verwaltungssitz Trois-Rivières gewesen war, aufgelöst.

## Sehenswürdigkeiten
Es gibt vier Stätten, die als Lieu Historique du Canada klassifiziert sind. Nur mit Gedenktafeln gekennzeichnet sind die Standorte der ersten befestigten Siedlung (Fort de Trois-Rivières, 1634) und das Schlachtfeld von 1776. Der Standort des Eisenwerks Forges du Saint-Maurice (1730) steht als Kulturlandschaft unter Schutz. Erhalten geblieben ist der Historische Bezirk. Dabei handelt es sich um eine aus fünf Häusern bestehende Gebäudegruppe in der Innenstadt. Er umfasst die Maison De Gannes (1756), die Maison Hertel de la Fresnière (1824), das Franziskanerkloster (1742), die Franziskanerkirche (1750) und das Ursulinenkloster (1700). Weitere Sehenswürdigkeiten sind unter anderem die 1858 erbaute Kathedrale Assomption de Trois-Rivières (Sitz des Bistums Trois Rivières), die Basilika Notre-Dame-du-Cap (1954), der Manoir Boucher-De Niverville (1668) und das alte Gefängnis (1822).

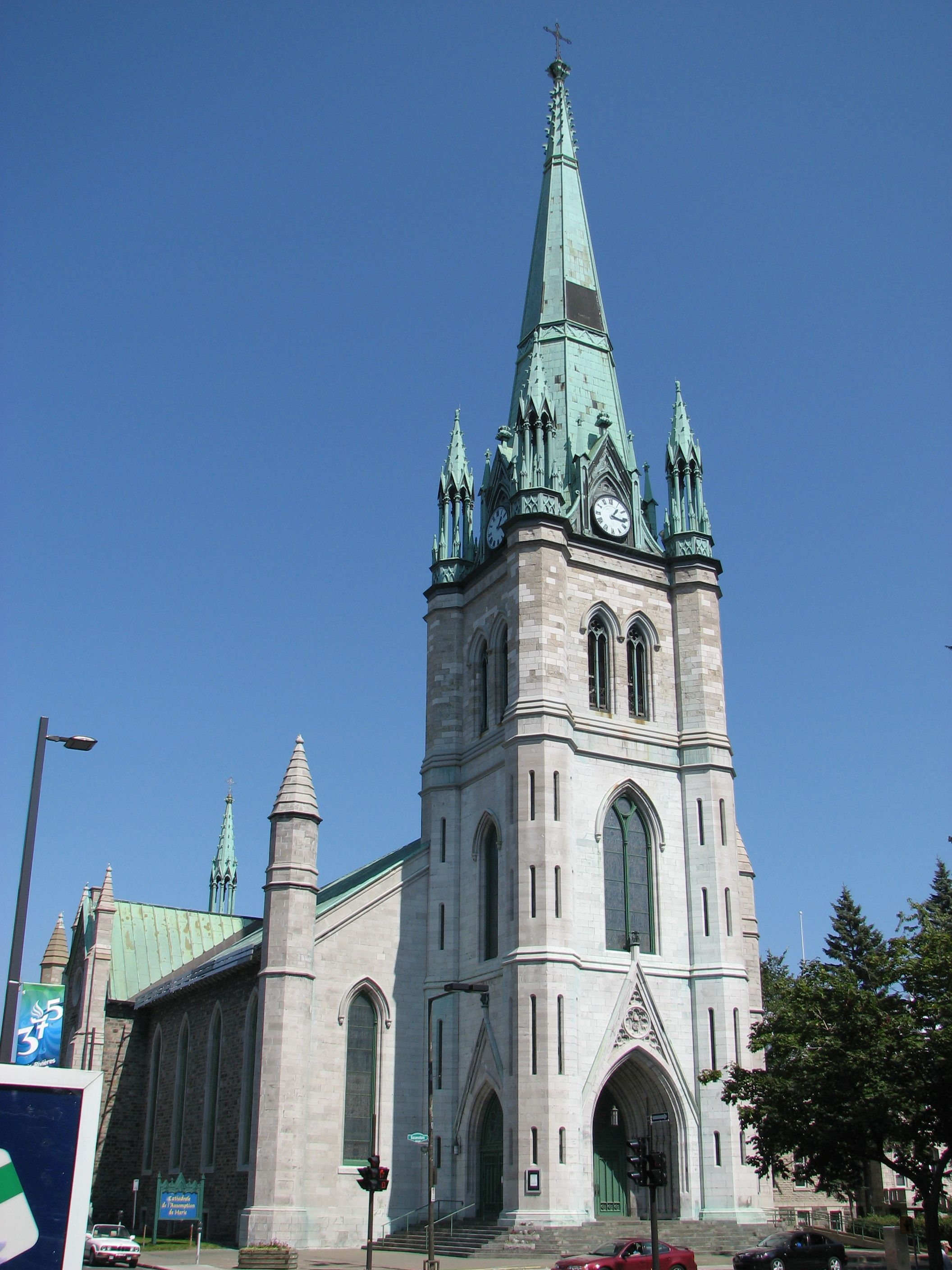
Kathedrale Assomption de Trois-Rivières
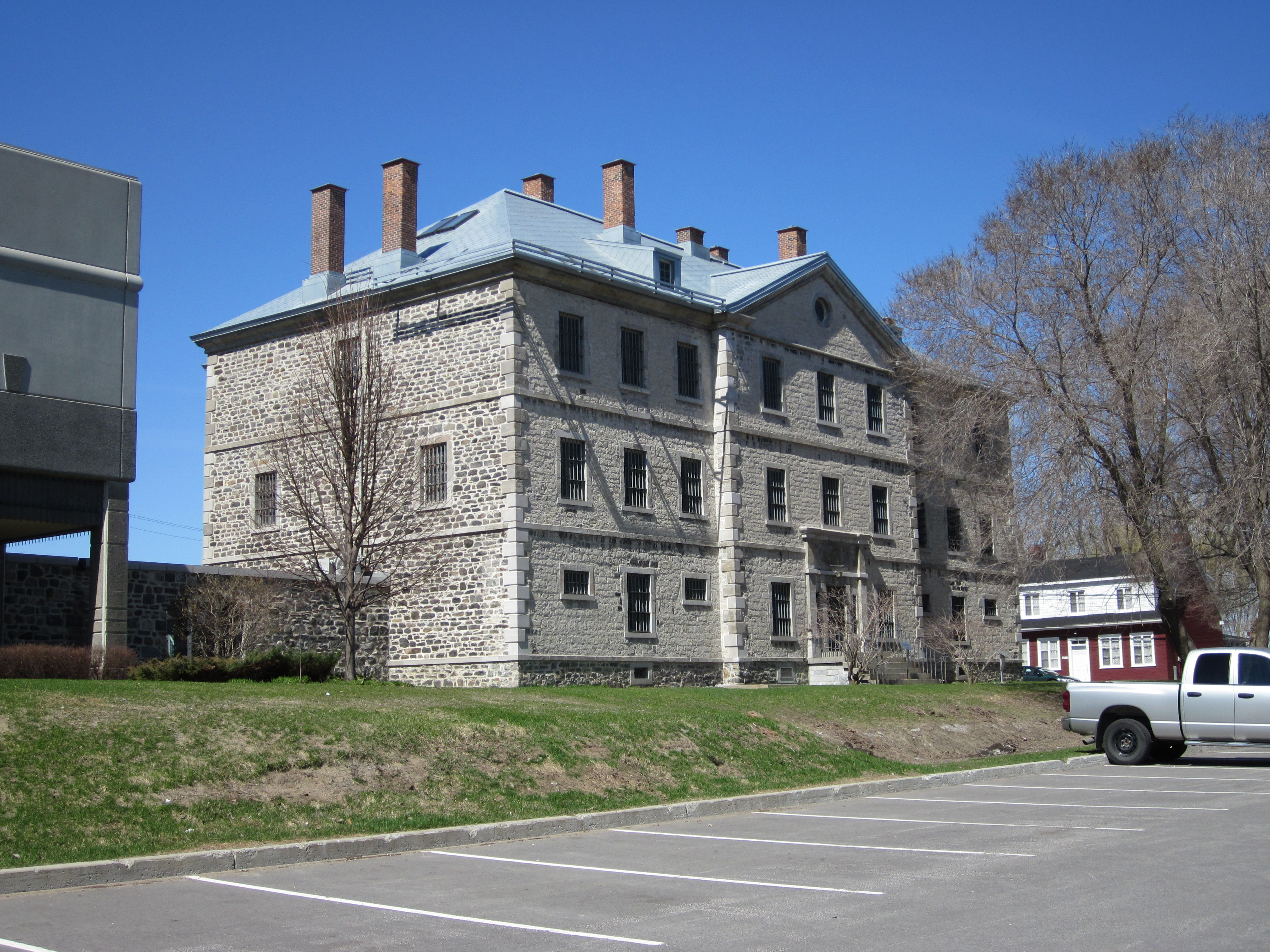
Altes Gefängnis
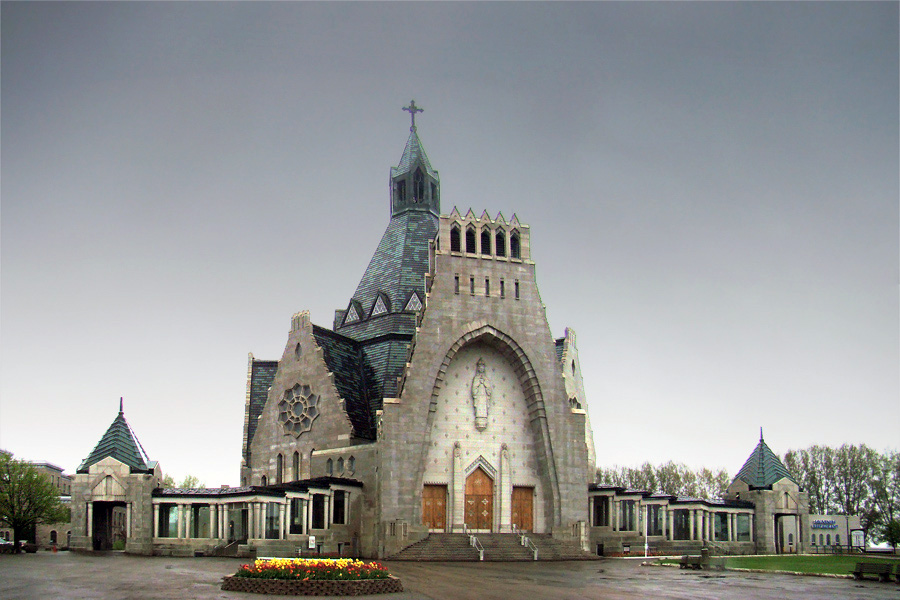
Basilika Notre-Dame du Cap
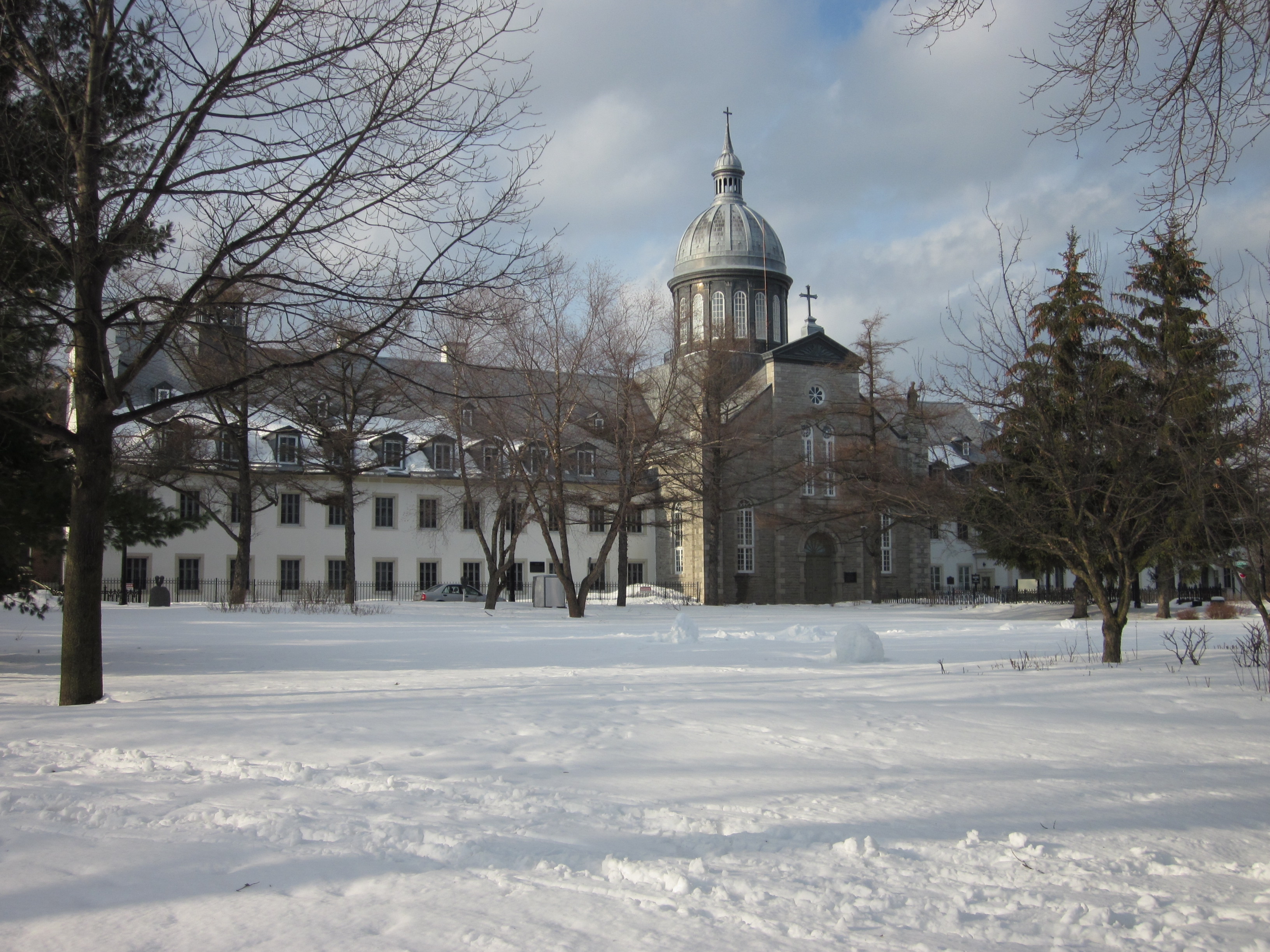
Ursulinenkloster
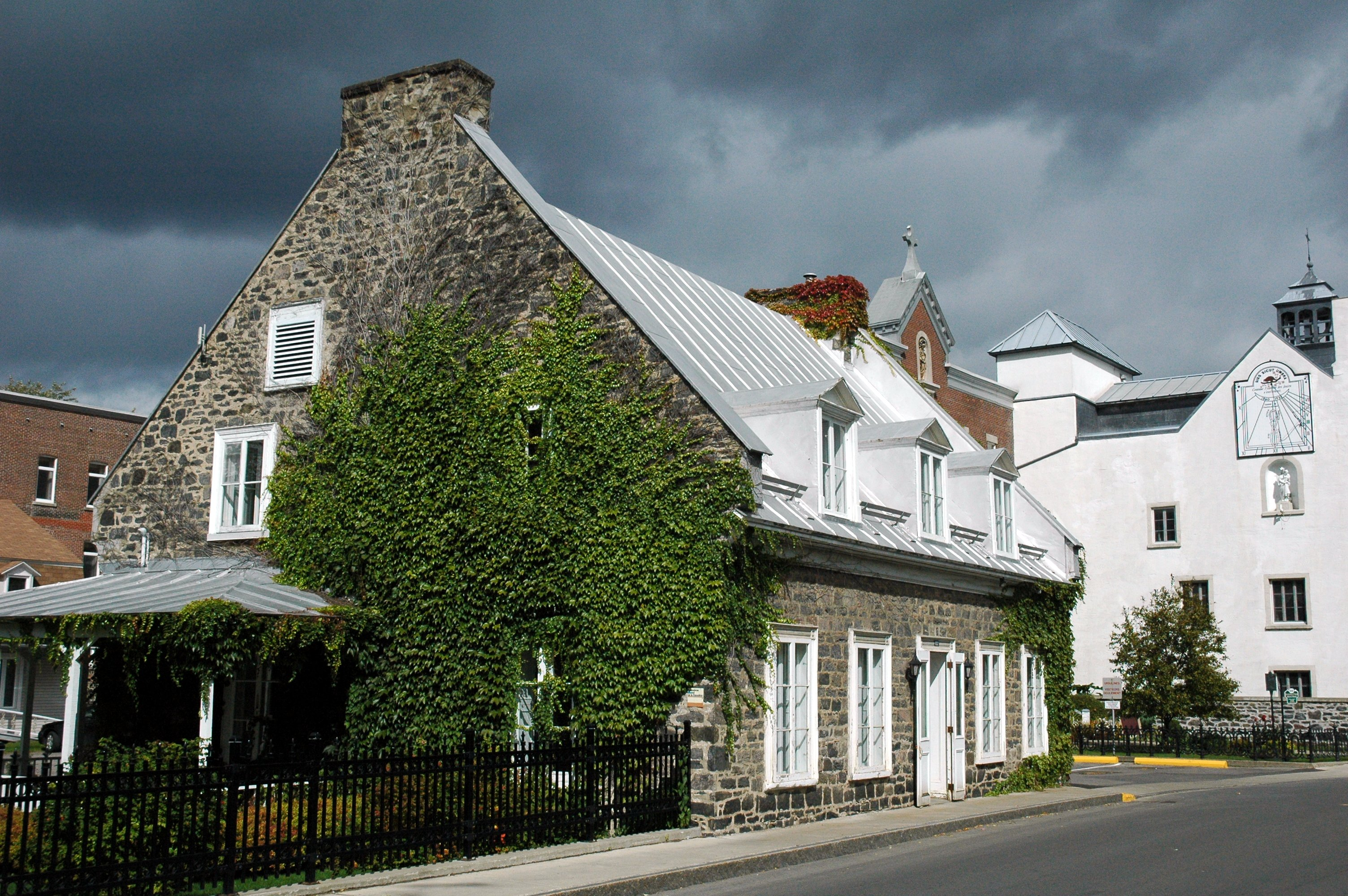
Maison Hertel de la Fresnières
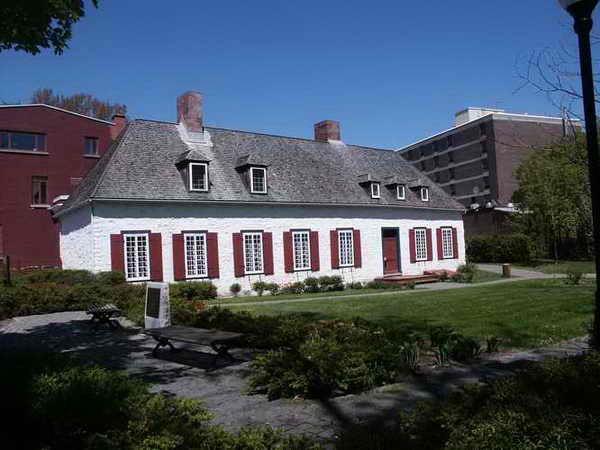
Manoir Boucher-De Niverville

## Bevölkerung
Gemäß der Volkszählung 2011 zählte Trois-Rivières 131.338 Einwohner, was einer Bevölkerungsdichte von 454,6 Einw./km² entspricht. 96,3 % der Bevölkerung gaben Französisch als Hauptsprache an, der Anteil des Englischen betrug 1,1 %. Als zweisprachig (Französisch und Englisch) bezeichneten sich 0,4 %, auf andere Sprachen und Mehrfachantworten entfielen 2,2 %. Ausschließlich Französisch sprachen 70,5 %. Im Jahr 2001 waren 92,4 % der Bevölkerung römisch-katholisch, 1,9 % protestantisch und 4,3 % konfessionslos.
Bevölkerungsentwicklung:
| Jahr      | 1871   | 1901   | 1931   | 1951   | 1961   | 1971    | 1981    | 1991    | 2001    | 2011    |
| Einwohner | 11.107 | 13.540 | 48.699 | 72.254 | 93.451 | 103.703 | 111.453 | 121.483 | 122.395 | 131.338 |

## Verkehr

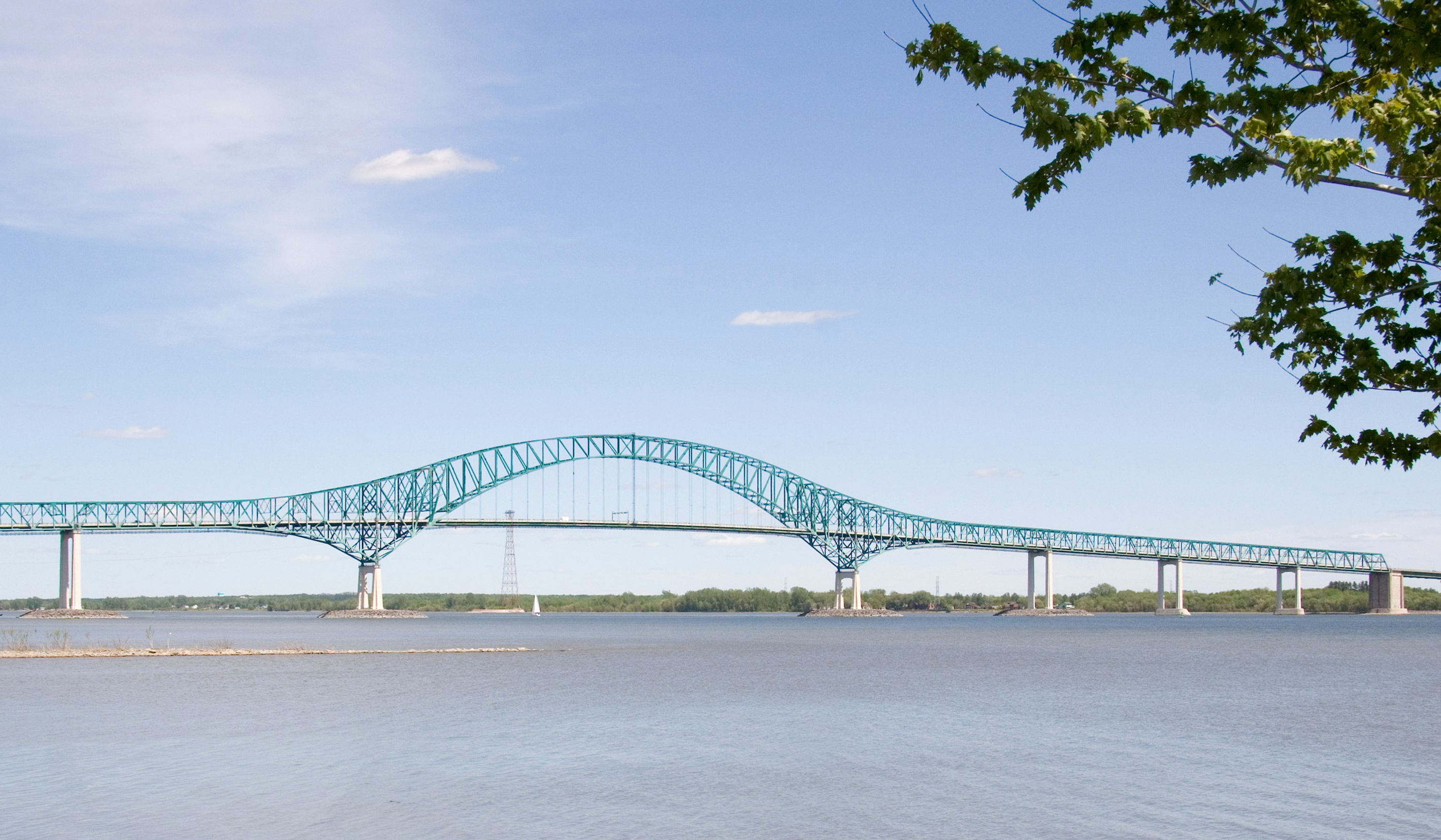
Pont Laviolette

Die Stadt befindet sich an der Kreuzung zweier Autobahnen. Die Autoroute 40 verbindet Montreal mit der Provinzhauptstadt Québec, während die Autoroute 55 den US-Bundesstaat Vermont mit Shawinigan verbindet. Letztere führt über die Pont Laviolette, die einzige Brücke über den Sankt-Lorenz-Strom zwischen den Ballungsräumen Montreal und Québec. Parallel zum Flussufer verläuft die Route 138, eine der wichtigsten überregionalen Hauptstraßen der Provinz. Die in Trois-Rivières beginnende Route 157 führt nach Shawinigan.
Zwei Eisenbahnlinien verbinden Trois-Rivières mit Montreal und Québec bzw. mit Shawinigan. Seit der Einstellung des Personenverkehrs im Jahr 1990 sind sie dem Güterverkehr vorbehalten, der von der Gesellschaft Chemins de fer Québec-Gatineau durchgeführt wird. Die Stadt ist mit Fernbuslinien erreichbar, im Nahverkehr betreibt die Gesellschaft Société de transport de Trois-Rivières 23 Buslinien. Trois-Rivières besitzt einen Regionalflughafen und einen Flusshafen.

## Wirtschaft
Aufgrund mehrerer Wirtschaftskrisen in der zweiten Hälfte des 20. Jahrhunderts hat Trois-Rivières gegenüber den zwei wichtigsten Städten der Provinz, Montreal und der Hauptstadt Québec, etwas an Bedeutung verloren, bleibt aber eine der wichtigsten mittelgroßen Städte der Provinz (neben Saguenay, Sherbrooke und Gatineau). Trois-Rivières ist heute noch ein wichtiges Zentrum der Papierindustrie. Weitere bedeutende Industriezweige sind Metallverarbeitung, Herstellung von Baustoffen, Möbelbau und Holzverarbeitung sowie Lebensmittelverarbeitung. Gezielt gefördert wird die Ansiedlung von Unternehmen in den Bereichen Luftfahrt, Biotechnologie, Logistik, Umwelttechnik und Mikroelektronik. Darüber hinaus wird Trois-Rivières jährlich von 2,2 Millionen Touristen besucht.

## Bildung

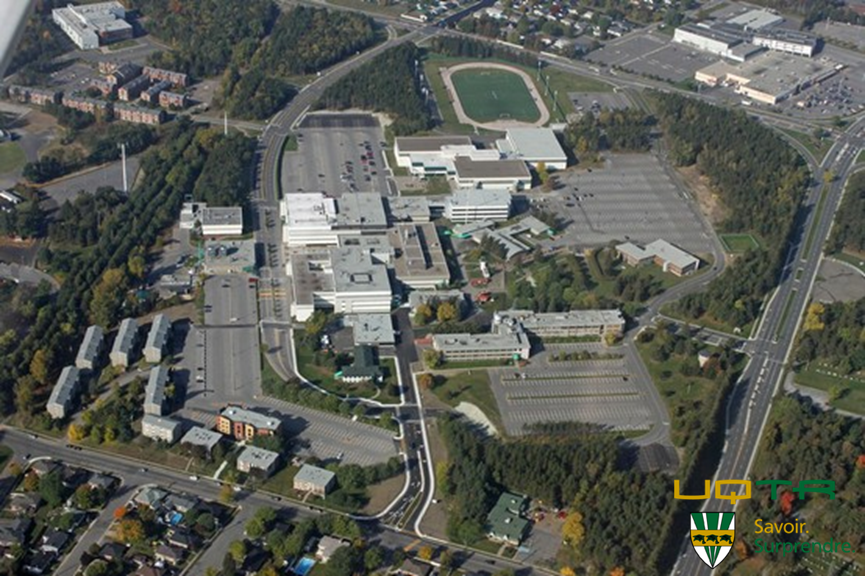
Campus der Universität

Seit 1969 besteht in der Stadt eine Universität: Die Université du Québec à Trois-Rivières gehört zum Verbund der staatlichen Université du Québec und zählt rund 14.350 Studenten. Auf der Mittelschulstufe gibt es in Trois-Rivières zwei Cégeps (Collège d’enseignement général et professionnel), welche die Vorbereitung auf die universitäre Bildung und die technische Berufsschule vereint. Es sind dies das staatliche Collège Laflèche und das private Collège Laflèche. Zwei Schulbehörden sind für Kindergärten, Grund- und Sekundarschulen, Erwachsenenbildung und Berufsbildung zuständig: die Commission scolaire du Chemin-du-Roy für französischsprachige Schüler und das Central Quebec School Board für englischsprachige Schüler.

## Kultur
Trois-Rivières gilt als „nationale Poesiehauptstadt Québecs“: Seit 1985 findet jeweils in der ersten Oktoberwoche ein viel beachtetes internationales Poesiefestival mit mehreren zehntausend Besuchern statt, außerdem sind in der gesamten Stadt Schautafeln mit poetischen Versen zu finden. Eine weitere wichtige Veranstaltung ist FestiVoix, ein zehntägiges Openair-Musikfestival, das seit 1992 jeweils im Juli stattfindet und rund 300.000 Besucher anzieht.
Im Juli 2015 wurde in Trois-Rivières das Cogeco-Amphitheater eröffnet. Der Veranstaltungsort befindet sich am Zusammenfluss der Flüsse Saint-Maurice und Saint-Laurent und bietet Platz für 9000 Personen (3300 überdachte Sitzplätze, Firmenlogen mit gut 200 Sitzplätzen und eine Promenade mit Platz für 5500 Personen). Das Theater wird für öffentliche Veranstaltungen (Konzerte, Shows, Cabaret etc.) und Firmenanlässe genutzt. Seit Eröffnung des Cogeco-Amphitheaters ist der Cirque du Soleil jeden Sommer mit einer Tribute-Show zu Gast. Die Produktionen sind jeweils einer bekannten kulturellen Größe aus Quebec gewidmet.
In der Stadt gibt es mehrere Museen. Zu diesen gehören unter anderem das Papierindustriemuseum Boréalis, das Musée québécois de culture populaire (Museum der Volkskultur Québecs), das Centre d’exposition Raymond-Lasnier (zeitgenössische Kunst) und die Galerie d’art du Parc (verschiedene Kunstausstellungen unterschiedlicher Art). Letztere veranstaltet die Biennale nationale de sculpture contemporaine, eine Biennale der zeitgenössischen Bildhauerei.

## Sport
In der Stadt gibt es eine international bekannte Motorsport-Rennstrecke, den Circuit Trois-Rivières. Auf dem 2,41 km langen Stadtkurs finden unter anderem Rennen der NASCAR Canadian Tire Series und Grand-Am-Serie statt. Bekannteste Sportmannschaft der Stadt ist das Eishockeyteam Caron & Guay de Trois-Rivières, das an der Ligue Nord-Américaine de Hockey beteiligt ist; die Heimspiele werden im 3.500 Zuschauer fassenden Colisée Vidéotron ausgetragen. Seit 2021 ist mit den Lions de Trois-Rivières auch eine professionelle Eishockeymannschaft ansässig, die in der ECHL spielt und mit den Canadiens de Montréal (NHL) und den Rockets de Laval (AHL) kooperiert.

## Persönlichkeiten
- Ezekiel Hart (1767–1843), Unternehmer und Politiker
- Jean-Baptiste Lagimodière (1778–1855), frankokanadischer Trapper, Pelzhändler und Farmer
- Louis-Joseph-Arthur Melanson (1879–1941), römisch-katholischer Erzbischof von Moncton
- Alphonse Martin (1884–1947), Organist, Pianist und Musikpädagoge
- Maurice Duplessis (1890–1959), Politiker
- Gaston Arel (1928–2021), Organist und Musikpädagoge
- Pauline Julien (1928–1998), Schauspielerin und Sängerin
- Josephte Dufresne (1929–1995), Pianistin und Musikpädagogin
- Jean Béliveau (1931–2014), Eishockeyspieler
- Marcel Godin (1932–2008), Schriftsteller und Journalist
- Jean-Guy Talbot (1932–2024), Eishockeyspieler
- Jacques Hétu (1938–2010), Komponist
- Jacques Bouchard (* 1940), Neogräzist
- Yves Landry (* 1947), Radrennfahrer
- René Robert (1948–2021), Eishockeyspieler
- André Dupont (* 1949), Eishockeyspieler, -trainer und -scout
- Jean Piché (* 1951), Komponist, Multimediakünstler und Musikpädagoge
- Alain Daigle (* 1954), Eishockeyspieler
- Pierre H. Vincent (* 1955), Politiker
- Steve Bégin (* 1978), Eishockeyspieler
- Marc-André Bergeron (* 1980), Eishockeyspieler
- Marie-Ève Nault (* 1982), Fußballspielerin
- Marie-Eve Levasseur (* 1985), Multimedia-Künstlerin
- Louis-Marc Aubry (* 1991), Eishockeyspieler
- Mary-Sophie Harvey (* 1999), Schwimmerin
- Mathias Guillemette (* 2002), Radrennfahrer
- Florence Brunelle (* 2003), Shorttrackerin